# 杨美益
杨美益（1515年—1578年），字以谦，号受堂，浙江宁波府鄞縣人，明朝嘉靖年间进士，官至太仆寺少卿。

## 生平
嘉靖二十五年丙午科浙江乡试第四十九名舉人，嘉靖二十六年（1647年）中丁未科三甲第十名进士。禮部觀政，授行人，选授山东道御史，曾担任陕西巡茶御史，又巡按山西，四十年四月任北直隶提学御史，四十一年（1562年）六月升大理寺右寺丞，出为江西按察司佥事，歷升贵州右参议、甘肃行太仆寺少卿。《甬上耆旧诗》收录其诗作一首，著有《西巡稿》。嘉靖三十六年曾上奏议论茶政。

## 家庭
祖父杨守阳，義官。父杨茂格，知县贈御史。母亲鲍氏。弟杨美恒（典宝）。子杨承龙，北鸿胪寺署丞，山西澤州判官。杨承鳌，监生。杨承鲲，字伯翼。
杨美益是明朝后期诗人杨承鲲的父亲，“甬上杨氏四忠”杨文琦、杨文琮、杨文瓒、杨文球的玄祖。